# 佐賀県道222号肥前神埼停車場線
佐賀県道222号肥前神埼停車場線（さがけんどう222ごう ひぜんかんざきていしゃじょうせん）は、佐賀県神埼市を通る一般県道である。

## 概要
神埼市神埼町田道ヶ里から神埼市神埼町神埼に至る。
県道の路線名肥前神埼停車場は、1945年（昭和20年）から1956年（昭和31年）の駅名。

### 路線データ
- 起点：佐賀県神埼市神埼町田道ヶ里（JR九州長崎本線 神埼駅前、佐賀県道247号肥前神埼停車場平八本松線起点）
- 終点：佐賀県神埼市神埼町神埼（神埼町一丁目交差点、国道385号旧道交点、佐賀県道48号佐賀外環状線起点）

## 地理

### 通過する自治体
- 神埼市

### 交差する道路
| 交差する道路                                                             | 交差する場所   | 交差する場所             |
| ------------------------------------------------------------------------ | -------------- | ------------------------ |
| 佐賀県道247号肥前神埼停車場平八本松線                                    | 神埼町田道ヶ里 | 起点                     |
| 国道34号                                                                 | 神埼町田道ヶ里 | 神埼駅前交差点           |
| 国道385号 / 旧道 佐賀県道48号佐賀外環状線 佐賀県道335号神埼北茂安線 重複 | 神埼町神埼     | 神埼町1丁目交差点 / 終点 |

### 沿線
- JR九州長崎本線 神埼駅
- 神埼市立神埼中学校